# Adam Skórnicki
Adam Skórnicki, född 1976, är en speedwayförare från Polen som kommer köra för Vargarna i Sverige 2009.

## Karriär

### Polen
- 1994-1999 - Unia Leszno
- 2000 - Włókniarz Częstochowa
- 2001 - 2002 - Kolejarz Rawicz
- 2003 - Start Gniezno
- 2004-2005 - Unia Leszno
- 2006-dziś PSŻ Poznań

### Storbritannien
- 2000 - 2004 - Wolverhampton Wolves
- 2005 - Arena Essex Hammers
- 2006 - Oxford Cheetahs
- 2007 - Belle Vue Aces
- 2008 - Poole Pirates

### Sverige
- 2004 - Valsarna, Hagfors
- 2005-2006 - Bajen Speedway, Stockholm
- 2007 - Elit Vetlanda
- 2007 - Rospiggarna, Hallstavik
- 2008 - Elit Vetlanda
- 2009 - Vargarna
- 2010 - Vargarna